# Triège (rivière)
Le Triège est un cours d'eau affluent du Trient dans le canton du Valais en Suisse. Il prend sa source au pied nord du col de Barberine et coule, tout d'abord dans le val d'Émaney puis après une chute sur les rochers, le Triège coule dans la vallée de Salvan pour tomber dans le Trient par des gorges. Ce torrent s'appelait autrefois : le Petit Trient.
Une randonnée dans les gorges du Triège est possible, passant notamment par un pont muletier du début du XIXème qui a été restauré.